# Marcus Mattioli
Marcus Laborne Mattioli (* 18. Oktober 1960 in Belo Horizonte) ist ein ehemaliger brasilianischer Schwimmer. Er gewann bei Olympischen Spielen eine Bronzemedaille und bei Panamerikanischen Spielen je eine Silber- und Bronzemedaille.

## Karriere
Bei den Weltmeisterschaften 1978 in West-Berlin kam Mattioli sowohl über 100 Meter als auch über 200 Meter Freistil nicht über die Vorläufe hinaus. Im Jahr darauf bei den Panamerikanischen Spielen 1979 in San Juan schied Mattioli über 100 Meter Freistil in den Vorläufen aus. Über 200 Meter Freistil erreichte er das A-Finale und belegte den siebten Platz. Die 4-mal-200-Meter-Staffel mit Cyro Delgado, Djan Madruga, Jorge Fernandes und Marcus Mattioli gewann Silber hinter der US-Staffel, die 4-mal-100-Meter-Staffel mit Cyro Delgado, Djan Madruga, Marcus Mattioli und Rômulo Arantes wurde Dritter hinter den Staffeln aus den Vereinigten Staaten und aus Kanada.
Bei den Olympischen Spielen 1980 in Moskau war Mattioli für vier Wettbewerbe gemeldet. Über 200 Meter Freistil sowie über 100 und 200 Meter Schmetterling schied er in den Vorläufen aus. In der 4-mal-200-Meter-Staffel siegte die sowjetische Staffel mit fünf Sekunden Vorsprung auf die Staffel aus der DDR, 0,7 Sekunden dahinter erschwammen Jorge Fernandes, Marcus Mattioli, Cyro Delgado und Djan Madruga die Bronzemedaille vor den Schweden. 1981 nahm Mattioli an der Universiade in Bukarest teil. Er belegte mit beiden Freistilstaffeln den dritten Platz.
Fünf Jahre später trat Mattioli bei den Weltmeisterschaften 1986 in Madrid noch einmal an. Er schied auf beiden Schmetterlingsstrecken in den Vorläufen aus. Die 4-mal-100-Meter-Freistilstaffel belegte den 14. Platz und die 4-mal-200-Meter-Freistilstaffel schwamm auf den 13. Rang.